# وینالوپو
وینالوپو (به انگلیسی: Vinalopó) رودخانه‌ای است که در اسپانیا جریان دارد.